# Wang Jingyao
Wang Jingyao (cinese semplificato: 王静瑶, cinese tradizionale: 王靜瑤, pinyin: Wáng Jìngyáo) (Shandong, 27 settembre 1990) è una modella cinese, incoronata Miss Universo Cina 2009 e rappresentante ufficiale della Cina a Miss Universo 2009, che si è tenuto presso l'Atlantis Paradise Island, a Nassau il 23 agosto 2009. Ha inoltre vinto la fascia di Miss Congeniality, benché non sia riuscita a classificarsi fra le quindici finaliste di Miss Universo.